# Syldsten
Syldsten er betegnelse for et bygningsfundament af kampesten eller anden form for natursten uden bindemiddel, hvorpå bindingsværksbygningers fodrem blev lagt og stolper sat. Syldsten skulle forhindre bindingsværkstræet i at rådne.
Syldsten kendes bl.a. fra ældre bygningsanlæg, bl.a. fra bindingsværkbyggeri samt fra middelalderens borganlæg, hvorfra der findes rester på de mange voldsteder, der findes spredt ud over landet.
Betegnelsen syldsten anvendes også som betegnelse for natursten i nutidigt byggeri, bl.a. anvendt som hel eller delvis beklædning af vægge.[kilde mangler]
Ordet syldsten er afledt af det oldnordisk ord syld, der betyder fundament, og som udover et stenfundament også omfatter fundamenter, som udelukkende består af trærammer.